# Люшино (Зубцовский район)
Люшино — деревня в Зубцовском районе Тверской области. Входит в состав Зубцовского сельского поселения.

## География
Находится в южной части Тверской области на расстоянии приблизительно 10 км на восток-северо-восток от районного центра города Зубцов на правобережье Волги.

## История
Деревня была отмечена еще на карте 1825 года. В 1859 году здесь (территория Зубцовского уезда Тверской губернии) было учтено 19 дворов, в 1941 — 40.

## Население
Численность населения: 132 человека (1859 год), 9 (русские 100 %) в 2002 году, 7 в 2010.